# Dendrodorididae
Dendrodorididae O'Donoghue, 1924 (1864) è una famiglia di molluschi nudibranchi appartenente alla superfamiglia Phyllidioidea.

## Tassonomia
La famiglia comprende i seguenti generi:
- Cariopsilla Ortea & Espinosa, 2006 (1 specie)
- Dendrodoris Ehrenberg, 1831 (46 spp.)
- Doriopsilla Bergh, 1880 (25 spp.)

Il genere Doridopsis Alder & Hancock, 1864 è stato posto in sinonimia con Dendrodoris.